# Hezil Çayı
Der Hezil Çayı (arabisch نهر الهيزل, DMG Nahr al-Hayzal, auch Hezil Suyu) ist ein rechter Nebenfluss des Chabur Çayı im Südosten der Türkei entlang der Grenze zum Irak.
Der Hezil Çayı entspringt an der Nordflanke des 3231 m hohen Kelmehmet Dağı im Ost-Taurus, etwa 10 km nordnordöstlich von Uludere. Er durchfließt den Süden der Provinz Şırnak. Er fließt anfangs in nördlicher Richtung, wendet sich später nach Westen und Südwesten. Schließlich strömt er nach Süden an der Siedlung Şenoba vorbei. Westlich von Bağlıca mündet der Ortasu Çayı von links. Der Hezil Çayı  erreicht nach weiteren 20 km die Grenze zum Irak und bildet bis zu seiner Mündung in den Chabur Çayı die Grenzlinie.